# Campionati del mondo di duathlon del 1991
I Campionati del mondo di duathlon del 1991 si sono tenuti a Cathedral City, Stati Uniti d'America, in data 30 novembre 1991.
Tra gli uomini ha vinto il neozelandese Matt Brick, mentre la gara femminile è andata alla neozelandese Erin Baker.

## Risultati

### Élite uomini
| Pos. | Nome            | Paese         | Totale   |
| ---- | --------------- | ------------- | -------- |
|      | Matt Brick      | Nuova Zelanda | 02:51:34 |
|      | Jeff Devlin     | Stati Uniti   | 02:52:39 |
|      | Shane Cleveland | Stati Uniti   | 02:54:05 |

### Élite donne
| Pos. | Nome         | Paese         | Totale   |
| ---- | ------------ | ------------- | -------- |
|      | Erin Baker   | Nuova Zelanda | 03:13:13 |
|      | Donna Peters | Stati Uniti   | 03:21:37 |
|      | Thea Sybesma | Paesi Bassi   | 03:23:30 |